# Atlanta 500 Classic 1998
Atlanta 500 Classic 1998 var ett race som var den nionde deltävlingen i Indy Racing League 1998. Racet kördes den 29 augusti på Atlanta Motor Speedway. Kenny Bräck blev den förste föraren i serien att vinna tre tävlingar i rad. Tack vare det tog han kommandot över mästerskapet, och han hade ett mycket bra läge att bli den förste svenske föraren att vinna en titel inom Indyracing. Davey Hamilton slutade på andra plats, medan Eddie Cheever tog hand om tredjeplatsen.

## Slutresultat
| Plats | Förare           | Team                   | Grid |
| ----- | ---------------- | ---------------------- | ---- |
| 1     | Kenny Bräck      | A.J. Foyt Enterprises  | 6    |
| 2     | Davey Hamilton   | Nienhouse Motorsports  | 10   |
| 3     | Eddie Cheever    | Cheever Racing         | 11   |
| 4     | Scott Goodyear   | Panther Racing         | 4    |
| 5     | Tony Stewart     | Team Menard            | 25   |
| 6     | Jeff Ward        | ISM Racing             | 2    |
| 7     | Mark Dismore     | Kelley Racing          | 5    |
| 8     | Arie Luyendyk    | Treadway Racing        | 9    |
| 9     | Andy Mirchner    | Riley & Scott Cars     | 14   |
| 10    | Raul Boesel      | McCormack Motorsports  | 15   |
| 11    | Robbie Buhl      | Team Menard            | 21   |
| 12    | Billy Boat       | A.J. Foyt Enterprises  | 1    |
| 13    | Marco Greco      | Phoenix Racing         | 7    |
| 14    | Steve Knapp      | PDM Racing             | 19   |
| 15    | Sam Schmidt      | LP Racing              | 22   |
| 16    | Robby Unser      | Cheever Racing         | 13   |
| 17    | Buddy Lazier     | Hemelgarn Racing       | 18   |
| 18    | Scott Sharp      | Kelley Racing          | 3    |
| 19    | Roberto Guerrero | Pagan Racing           | 28   |
| 20    | Stéphan Grégoire | Chastain Motorsports   | 8    |
| 21    | Brian Tyler      | Team Pelfrey           | 23   |
| 22    | Donnie Beechler  | Cahill Racing          | 24   |
| 23    | John Paul Jr.    | Byrd-Cunningham Racing | 17   |
| 24    | Greg Ray         | Knapp Motorsports      | 16   |
| 25    | J.J. Yeley       | Sinden Racing Services | 26   |
| 26    | Stan Wattles     | Metro Racing Systems   | 20   |
| 27    | Jack Miller      | Crest Racing           | 27   |
| 28    | Buzz Calkins     | Bradley Motorsports    | 12   |